# Amy Barr
Amy Barr Mlinar es una geofísica planetaria estadounidense conocida por sus estudios sobre la formación de cuerpos helados. Es miembro del Comité Permanente de Academias Nacionales de Astrobiología y Ciencia Planetaria y coinvestigadora en el sistema de imágenes de Europa de la NASA y en los instrumentos REASON.

## Primeros años y educación
Nacida como Amy Barr en Palo Alto, California, asistió a Caltech para obtener su licenciatura, graduándose en ciencias planetarias en 2000. Completó sus estudios en la Universidad de Colorado en Boulder, obtendieno un máster en 2002 y su doctorado en 2004.

## Carrera e investigación
Comenzó su carrera investigadora como investigadora postdoctoral en la Universidad Washington en San Luis en 2005, luego se trasladó al Instituto de Investigación del Suroeste en 2006, donde permaneció hasta 2011. Luego, aceptó un cargo en la Universidad Brown y posteriormente se trasladó al Instituto de Ciencias Planetarias en 2015, donde es una científica senior desde 2016. Su investigación se centra en la formación de Calisto, la actividad sísmica en Encélado y el Bombardeo Intenso Tardío.

## Publicaciones
- Barr, Amy C.; Canup, Robin M. (24 de enero de 2010). «Origen de la dicotomía Ganímedes-Calisto por impactos durante el bombardeo intenso tardío». Nature Geoscience. Bibcode:2010NatGe...3..164B. doi:10.1038/ngeo746.
- Barr, Amy C.; McKinnon, William B. (27 de febrero de 2007). «Convección en hielo: conchas y mantos con grano homogéneo.». Journal of Geophysical Research 112 (E2). Bibcode:2007JGRE..112.2012B. doi:10.1029/2006JE002781.
- Pappalardo, Robert T.; Barr Mlinar, Amy (2004). «El origen de las cúpulas en Europa: el papel del diapirismo compositivo inducido térmicamente». Geophysical Research Letters 31 (1). Bibcode:2004GeoRL..31.1701P. doi:10.1029/2003GL019202.